# Сноубординг на зимових Паралімпійських іграх 2018
Змагання з сноубордингу на зимових Паралімпійських іграх 2018 року відбудулися з понеділка 12 березня по п'ятницю 16 березня на Гірськолижний стадіон Чунбон, у Каннин, Південна Корея.

## Класифікація спортсменів
Поділяється на три категорії:
- SB-LL1: порушення, що сильно впливають на обидві ноги, наприклад, ампутація вище коліна обох ніг або значна м'язова слабкість обох ніг
- SB-LL2: порушення однієї ноги, але з меншим впливом ніж у SB-LL1. Типовими прикладами є ампутації нижче коліна
- SB-UL: порушення верхніх кінцівок, що впливають на баланс. На Паралімпіаді-2018 участь беруть лише чоловіки[3]

## Розклад
Графік для двадцяти заходів.
Увесь час (UTC+9).
| Дата       | Час   | Дисципліна                                      |
| ---------- | ----- | ----------------------------------------------- |
| 12 березня | 10:30 | Сноуборд-крос (жінки), кваліфікація, забіг 1    |
| 12 березня | 11:12 | Сноуборд-крос (чоловіки), кваліфікація, забіг 1 |
| 12 березня | 12:33 | Сноуборд-крос (жінки), кваліфікація, забіг 2    |
| 12 березня | 13:15 | Сноуборд-крос (чоловіки), кваліфікація, забіг 2 |
| 12 березня | 14:52 | Сноуборд-крос (чоловіки), 1/8 фіналу            |
| 12 березня | 15:24 | Сноуборд-крос (жінки), чвертьфінал              |
| 12 березня | 15:35 | Сноуборд-крос (чоловіки), чвертьфінал           |
| 12 березня | 15:51 | Сноуборд-крос (жінки), півфінал                 |
| 12 березня | 15:56 | Сноуборд-крос (чоловіки), півфінал              |
| 12 березня | 16:04 | Сноуборд-крос (жінки), фінал 1                  |
| 12 березня | 16:07 | Сноуборд-крос (чоловіки), фінал 1               |
| 12 березня | 16:11 | Сноуборд-крос (жінки), фінал 2                  |
| 12 березня | 16:16 | Сноуборд-крос (чоловіки), фінал 2               |
| 16 березня | 10:30 | Слалом (жінки), забіг 1                         |
| 16 березня | 11:20 | Слалом (чоловіки), забіг 1                      |
| 16 березня | 12:33 | Слалом (жінки), забіг 2                         |
| 16 березня | 13:23 | Слалом (чоловіки), забіг 2                      |
| 16 березня | 14:27 | Слалом (жінки), забіг 3                         |
| 16 березня | 15:18 | Слалом (чоловіки), забіг 2                      |

## Медальний залік
| Місце | Країна     | Золото | Срібло | Бронза | Загалом |
| ----- | ---------- | ------ | ------ | ------ | ------- |
| 1     | США        | 2      | 2      | 2      | 6       |
| 2     | Нідерланди | 1      | 2      | 0      | 3       |
| 3     | Австралія  | 1      | 0      | 0      | 1       |
| 3     | Фінляндія  | 1      | 0      | 0      | 1       |
| 5     | Італія     | 0      | 1      | 0      | 1       |
| 6     | Франція    | 0      | 0      | 1      | 1       |
| 6     | Японія     | 0      | 0      | 1      | 1       |
| 6     | Іспанія    | 0      | 0      | 1      | 1       |
|       | Усього     | 5      | 5      | 5      | 15      |

## Результати

### Чоловіки
| Змагання      | Змагання | Золото                        | Срібло                   | Бронза                 |
| ------------- | -------- | ----------------------------- | ------------------------ | ---------------------- |
| Сноуборд-крос | SB-UL    | Саймон Патмор · Австралія     | Мануєль Поцерле · Італія | Майк Мінор · США       |
| Сноуборд-крос | SB-LL1   | Майк Шульц · США              | Кріс Вос · Нідерланди    | Ной Елліотт · США      |
| Сноуборд-крос | SB-LL2   | Метті Сюрі-Гамарі · Фінляндія | Кейт Габель · США        | Ґуріму Наріта · Японія |
| Слалом        | SB-LL1   |                               |                          |                        |
| Слалом        | SB-LL2   |                               |                          |                        |
| Слалом        | SB-UL    |                               |                          |                        |

### Жінки
| Змагання      | Змагання | Золото                          | Срібло                     | Бронза                    |
| ------------- | -------- | ------------------------------- | -------------------------- | ------------------------- |
| Сноуборд-крос | SB-LL1   | Бренна Гукабі · США             | Емі Перді · США            | Сесіль Ернандес · Франція |
| Сноуборд-крос | SB-LL2   | Бібіан Ментель-Спі · Нідерланди | Ліза Буншотен · Нідерланди | Астрід Фіна · Іспанія     |
| Слалом        | SB-LL1   |                                 |                            |                           |
| Слалом        | SB-LL2   |                                 |                            |                           |